# Кимас-озерское общество
Кимас-озерское общество — сельское общество, входившее в состав Ругозерской волости Повенецкого уезда Олонецкой губернии.
Общество объединяло населённые пункты, расположенные возле деревни Кимасозеро и на территориях, прилегающих к одноимённому озеру.
В настоящее время территория общества относится к Муезерскому району Карелии.
Согласно «Списку населённых мест Олонецкой губернии по сведениям за 1905 год» общество состояло из следующих населённых пунктов:
| Номер по порядку | Название населённого пункта                        | Название реки или озера, на котором расположено поселение | Расстояние до уездного города в верстах |
| 4300             | 1. Кимас-озеро                                     | Кимас-озере                                               | 312                                     |
| 4301             | 2. Карповская сторона                              | Кимас-озере                                               | 312                                     |
| 4302             | 3. Фомин-остров                                    | Кимас-озере                                               | 315                                     |
| 4303             | 4. Ногеукса                                        | Оз. Нюккозере                                             | 322                                     |
| 4304             | 5. Терва-губа . Терва-Лексе-залив озера Кимасозеро | 315                                                       |                                         |
| 4305             | 6. Лувозеро                                        | Оз. Лувозере                                              | 338                                     |
| 4306             | 7. Лужма-губа                                      | Оз. Каменном                                              | 357                                     |
| 4307             | 8. Бык-наволок                                     | Оз. Каменном                                              | 364                                     |
| 4308             | 9. Крест-наволок                                   | Оз. Каменном                                              | 374                                     |
| 4309             | 10. Минозеро                                       | Оз. Минозере                                              | 364                                     |